# Juana Manuela Gorriti
Juana Manuela Gorriti (Horcones, 15 giugno 1819 – Buenos Aires, 6 novembre 1892) è stata una scrittrice e giornalista argentina tra le prime autrici donne riconosciute nel panorama letterario ispanoamericano del XIX secolo.
Juana Manuela Gorriti è riconosciuta oggi come una figura chiave per la cultura latinoamericana ottocentesca. Il suo impegno per la diffusione della letteratura e dell’istruzione femminile le ha assicurato un posto nella storia delle lettere ispanoamericane.

## Biografia
Nacque nella provincia di Salta, in una famiglia di rilievo: il padre, José Ignacio Gorriti, fu generale durante le guerre civili e più volte governatore della provincia. A causa delle tensioni politiche, la famiglia fu costretta all’esilio in Bolivia, dove Juana sposò Manuel Isidoro Belzú, che divenne presidente boliviano tra il 1848 e il 1855. Dopo il divorzio, si trasferì in Perù, stabilendosi a Lima, dove creò uno dei salotti letterari più celebri del suo tempo, frequentato da intellettuali e artisti dell’America Latina.
Gorriti si affermò come una delle principali voci femminili del Romanticismo ispanoamericano. Le sue opere esplorano un ampio spettro di temi, dal folclore alle autobiografie, dal patriottismo alla spiritualità. Tra le sue pubblicazioni più importanti figurano raccolte come Sueños y realidades, Panoramas de la vida, La tierra natal e El mundo de los recuerdos. Il racconto La quena, edito nel 1845, affronta tematiche indigene e sociali, e viene considerato un testo pionieristico nella narrativa decoloniale.
Oltre che scrittrice, Gorriti fu anche giornalista e animatrice culturale. I suoi contributi apparvero su riviste letterarie in Argentina, Bolivia e Perù, e trattavano di storia, attualità e condizioni delle donne nella società. Il suo ruolo di mediatore culturale è stato recentemente rivalutato in chiave di studi di genere e postcoloniali.

## Opere
- La quena (1845) - Racconto che intreccia elementi del romanticismo con una riflessione sulle popolazioni indigene andine. Affronta temi come il conflitto culturale, la memoria collettiva e la giustizia sociale.[5]

- Sueños y realidades (1865) - Raccolta di racconti in cui si fondono sogno e memoria storica. Analizza il ruolo della donna, la condizione sociale in America Latina e il rapporto con l’identità nazionale.[3]

- Panoramas de la vida (1876)- Opera che raccoglie articoli e saggi a carattere autobiografico, riflessioni su episodi storici, ritratti di personaggi e narrazioni personali. La scrittura diventa mezzo per costruire un’identità pubblica e politica.[1]

- El mundo de los recuerdos (1886) - Raccolta memorialistica che offre uno spaccato della società peruviana e delle esperienze personali dell’autrice. Misura il confine tra ricordo privato e cronaca pubblica.[1]

- La tierra natal (1889) - Viaggio letterario e affettivo nel paesaggio e nella storia della sua Salta. Opera intrisa di nostalgia, che celebra la patria e riflette sull’esilio e il ritorno.[1]